# مهدی سبزعلی
مهدی سبزعلی (زادهٔ ۱ اسفند ۱۳۵۲) کشتی‌گیر پیشین و مدیر ورزشی ایرانی است. او در دوران فعالیت خود در دستهٔ فوق سنگین‌وزن کشتی فرنگی یک مدال طلای بازی‌های آسیایی (۱۹۹۸) و یک برنز مسابقات قهرمانی کشتی آسیا (۱۹۹۷) را کسب کرده است. 
او در پی یک حادثهٔ سخت تصادف رانندگی بازنشسته شد و به عنوان مدیر ورزشی در شرکت ملی نفت به فعالیت پرداخت. سبزعلی سرپرست تیم ملی کشتی فرنگی نونهالان ایران است. مدال طلای او در دستهٔ فوق سنگین کشتی فرنگی بازی‌های آسیایی تا بازی‌های آسیایی ۲۰۲۲ (کسب مدال طلا توسط امین میرزازاده) به مدت ۲۴ سال تکرار نشد.